# 東経86度線
東経86度線（とうけい86どせん）は、本初子午線面から東へ86度の角度を成す経線である。北極点から北極海、アジア、インド洋、南極海、南極大陸を通過して南極点までを結ぶ。
東経86度線は、西経94度線と共に大円を形成する。

## 通過する地域一覧
東経86度線は、北極点から南極点まで南に向かって以下の場所を通っている。
| 地理座標                                             | 国土・領土・領海     | 備考 |
| ---------------------------------------------------- | -------------------- | --- |
| 北緯90度0分 東経86度0分 / 北緯90.000度 東経86.000度  | 北極海               | |
| 北緯81度8分 東経86度0分 / 北緯81.133度 東経86.000度  | カラ海               | |
| 北緯74度50分 東経86度0分 / 北緯74.833度 東経86.000度 | ロシア               | |
| 北緯74度17分 東経86度0分 / 北緯74.283度 東経86.000度 | ピアシノ湾（英語版） | |
| 北緯73度50分 東経86度0分 / 北緯73.833度 東経86.000度 | ロシア               | |
| 北緯49度30分 東経86度0分 / 北緯49.500度 東経86.000度 | カザフスタン         | |
| 北緯48度27分 東経86度0分 / 北緯48.450度 東経86.000度 | 中華人民共和国       | 新疆ウイグル自治区 チベット自治区                                                                                  |
| 北緯27度55分 東経86度0分 / 北緯27.917度 東経86.000度 | ネパール             | |
| 北緯26度39分 東経86度0分 / 北緯26.650度 東経86.000度 | インド               | ビハール州 ジャールカンド州 西ベンガル州 ジャールカンド州 オリッサ州 - 約12km ジャールカンド州 - 約17km オリッサ州 |
| 北緯19度50分 東経86度0分 / 北緯19.833度 東経86.000度 | インド洋             | |
| 南緯60度0分 東経86度0分 / 南緯60.000度 東経86.000度  | 南極海               | |
| 南緯66度14分 東経86度0分 / 南緯66.233度 東経86.000度 | 南極大陸             | オーストラリア南極領土（ オーストラリアが領有権主張）                                                              |